# Tierra Nueva, Tamaulipas
Tierra Nueva är en ort i Mexiko.   Den ligger i kommunen Victoria och delstaten Tamaulipas, i den centrala delen av landet, 500 km norr om huvudstaden Mexico City. Tierra Nueva ligger 224 meter över havet och antalet invånare är 499.
Terrängen runt Tierra Nueva är platt. Runt Tierra Nueva är det glesbefolkat, med 11 invånare per kvadratkilometer. Närmaste större samhälle är Ciudad Victoria, 12,9 km söder om Tierra Nueva. Omgivningarna runt Tierra Nueva är en mosaik av jordbruksmark och naturlig växtlighet.